# Jaguar XK120
Jaguar XK120 — спортивний автомобіль фірми «Jaguar», який випускався в період з 1948 по 1954 рік. Максимальна швидкість серійного автомобіля — 200.5 км/год., спеціально підготовленого — 219.83 км/год.

## Історія
Розробки двигуна автомобіля були початі ще під час Другої світової війни. Щоб привернути увагу до компанії перед початком виставки «Earl`s Court Motor Show» в 1948 році новий двигун був встановлений на прототип, названий «Jaguar Super Sports», масовий випуск якого не планувався. Але автомобіль був із захватом сприйнятий публікою, чого компанія зовсім не очікувала і викликало непередбачені складнощі. Алюмінієві панелі прототипу виготовлялись вручну і для запуску автоматизованого виробництва був потрібен час. Тому масове виробництво було запущене лише в 1950 році, а в 1949 році було випущено лише 240 таких автомобілів. Автомобіль отримав широке розповсюдження, в тому числі і в США.

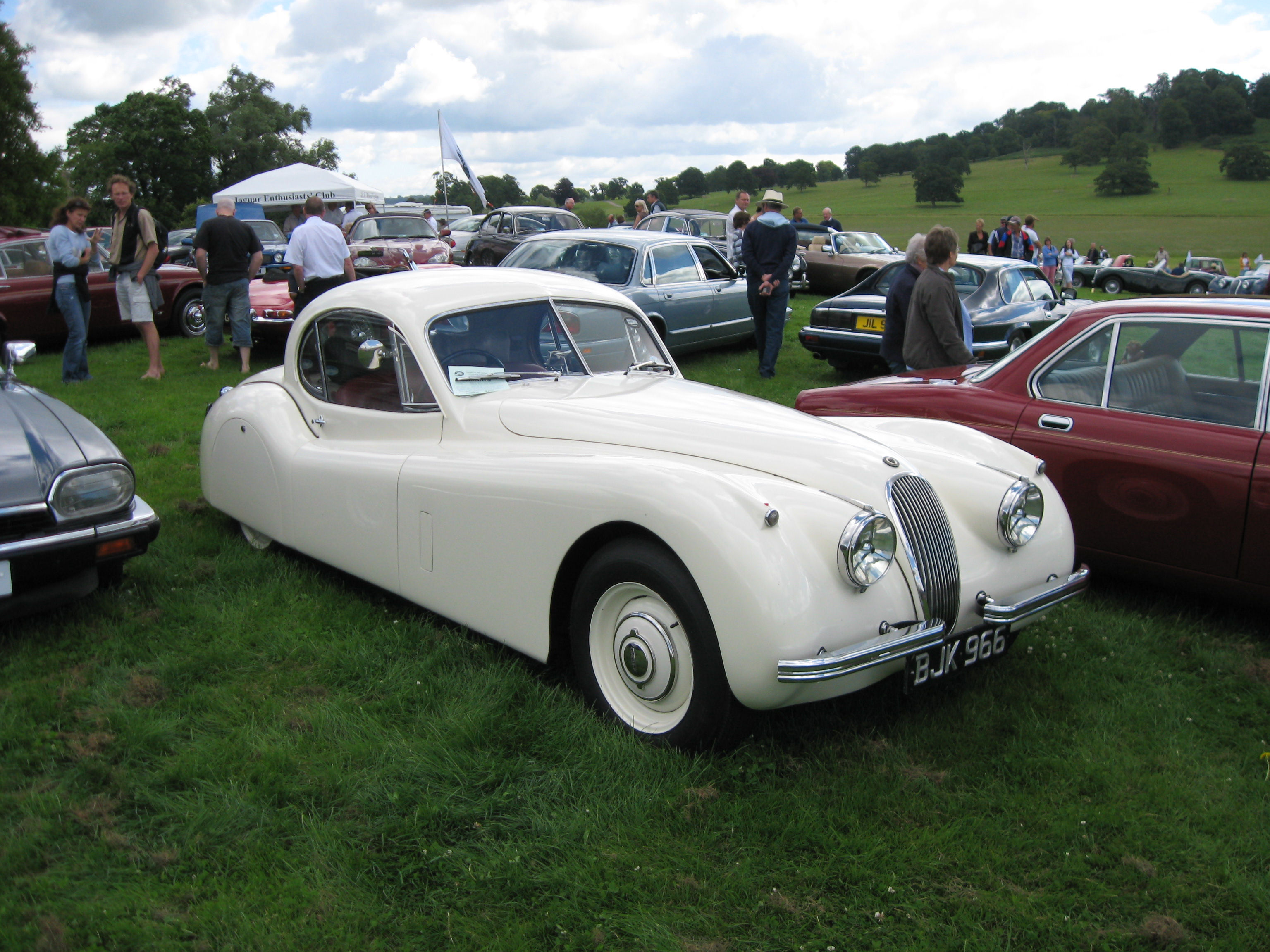
Купе

Jaguar XK120 був найшвидшим серійним автомобілем. В перегонах на витривалість «24 години Ле-Мана» в 1950 році брало участь 3 XK120, але призових місць взято не було. В 1951 році компанія «Jaguar» випустила гоночну модифікацію автомобіля, названу XK120—C-Type, і в 1951 році Пітер Уайтхед і Пітер Вокер зайняли на ньому перше місце в Ле-Мані.

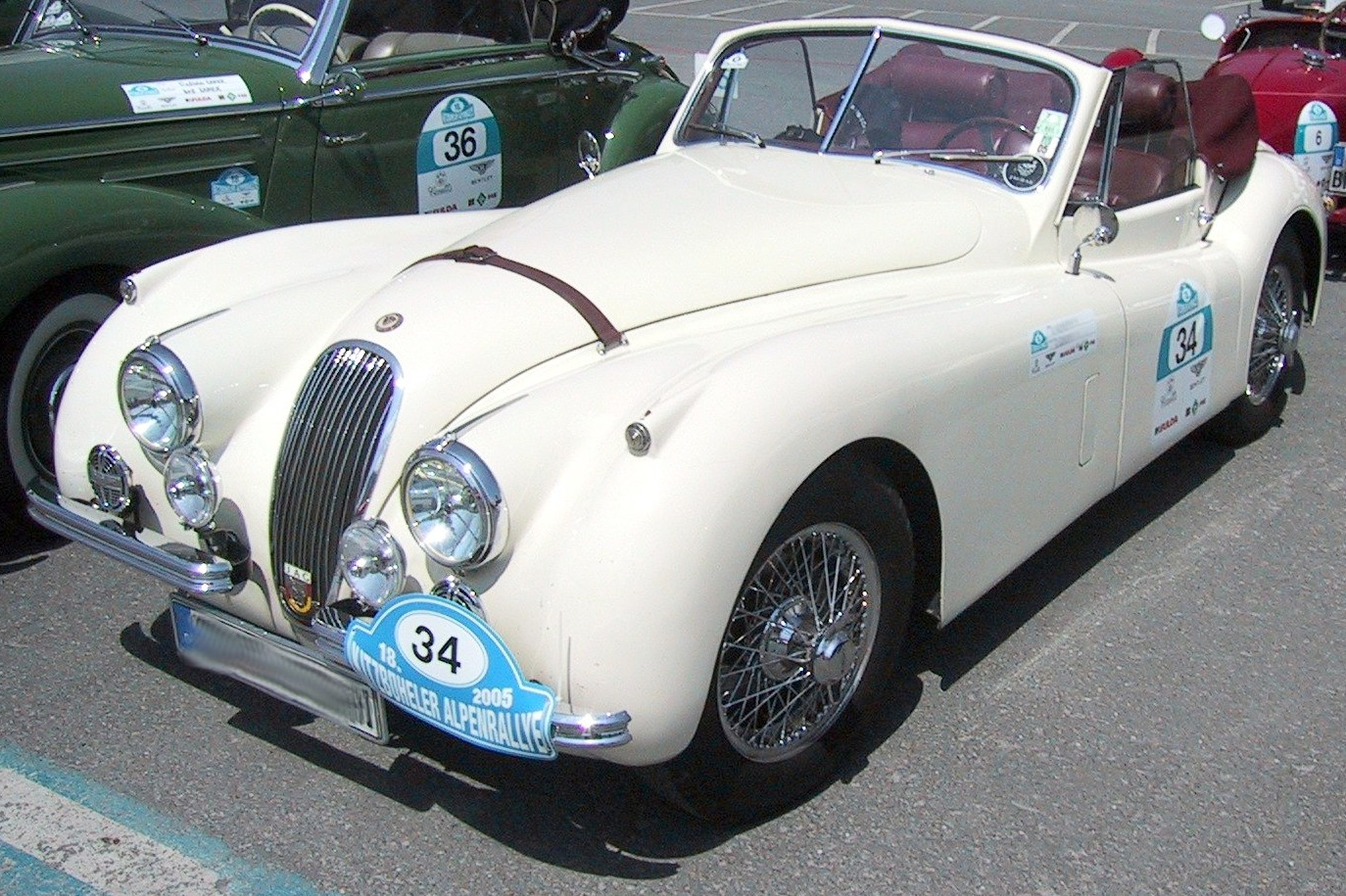
Кабріолет

Спочатку випускались лише родстери, а з 1951 року почали випускати купе і в 1953 році — кабріолет. Всього було виготовлено 12078 автомобілів, 240 з них були випущені з оригінальним алюмінієвим кузовом. Більше 80% автомобілів пішли на експорт, переважна більшість – в США.

## Двигуни
| Модель                                   | Роки      | Робочий об'єм | Тип                                              | Діаметр/Хід поршня | Карбюратор | Потужність                          |
| ---------------------------------------- | --------- | ------------- | ------------------------------------------------ | ------------------ | ---------- | ----------------------------------- |
| XK 120 3.4                               | 1948-1954 | 3442 см³      | 6-циліндровий, рядний, бензиновий, ГРМ типу DOHC | 83 мм/106 мм       | 2х SU H6   | 119 кВт (162 к. с.) при 5000 об/хв. |
| XK 120 3.4 SE («M» в США)                | 1951-1954 | 3442 см³      | 6-циліндровий, рядний, бензиновий, ГРМ типу DOHC | 83 мм/106 мм       | 2х SU H6   | 134 кВт (182 к. с.) при 5300 об/хв. |
| XK 120 3.4 SE (C-Type Head) («MC» в США) | 1951-1954 | 3442 см³      | 6-циліндровий, рядний, бензиновий, ГРМ типу DOHC | 83 мм/106 мм       | 2х SU H8   | 157 кВт (213 к. с.) при 5750 об/хв. |